# Эллинген
Эллинген (нем. Ellingen) — город в Германии, в земле Бавария.
Подчинён административному округу Средняя Франкония. Входит в состав района Вайсенбург-Гунценхаузен. Подчиняется управлению Эллинген. Население составляет 3643 человека (на 31 декабря 2009 года). Занимает площадь 31,25 км². Официальный код — 09 5 77 125.
Город подразделяется на 7 городских районов.

## Население
По оценке на 31 декабря 2015 года население общины Эллинген составляет 3653 чел. 

| Дата      | 1840 | 1871 | 1900 | 1925 | 1939 | 1950 | 1961 | 1970 | 1987 | 2011 |
| --------- | ---- | ---- | ---- | ---- | ---- | ---- | ---- | ---- | ---- | ---- |
| Население | 2280 | 2368 | 2563 | 2550 | 2371 | 3272 | 3112 | 3275 | 3258 | 3608 |

| Год       | 1960 | 1970 | 1980 | 1990 | 2000 | 2009 | 2010 | 2011 | 2012 | 2013 | 2014 | 2015 |
| --------- | ---- | ---- | ---- | ---- | ---- | ---- | ---- | ---- | ---- | ---- | ---- | ---- |
| Население | 3096 | 3224 | 3126 | 3435 | 3624 | 3643 | 3623 | 3632 | 3654 | 3671 | 3638 | 3653 |

## География

### Соседние муниципалитеты
|             | Плайнфельд           |           |
| Тайленхофен | Nachbargemeinden     | Хёттинген |
| Алесхайм    | Вайсенбург-ин-Байерн |           |

## Достопримечательности города

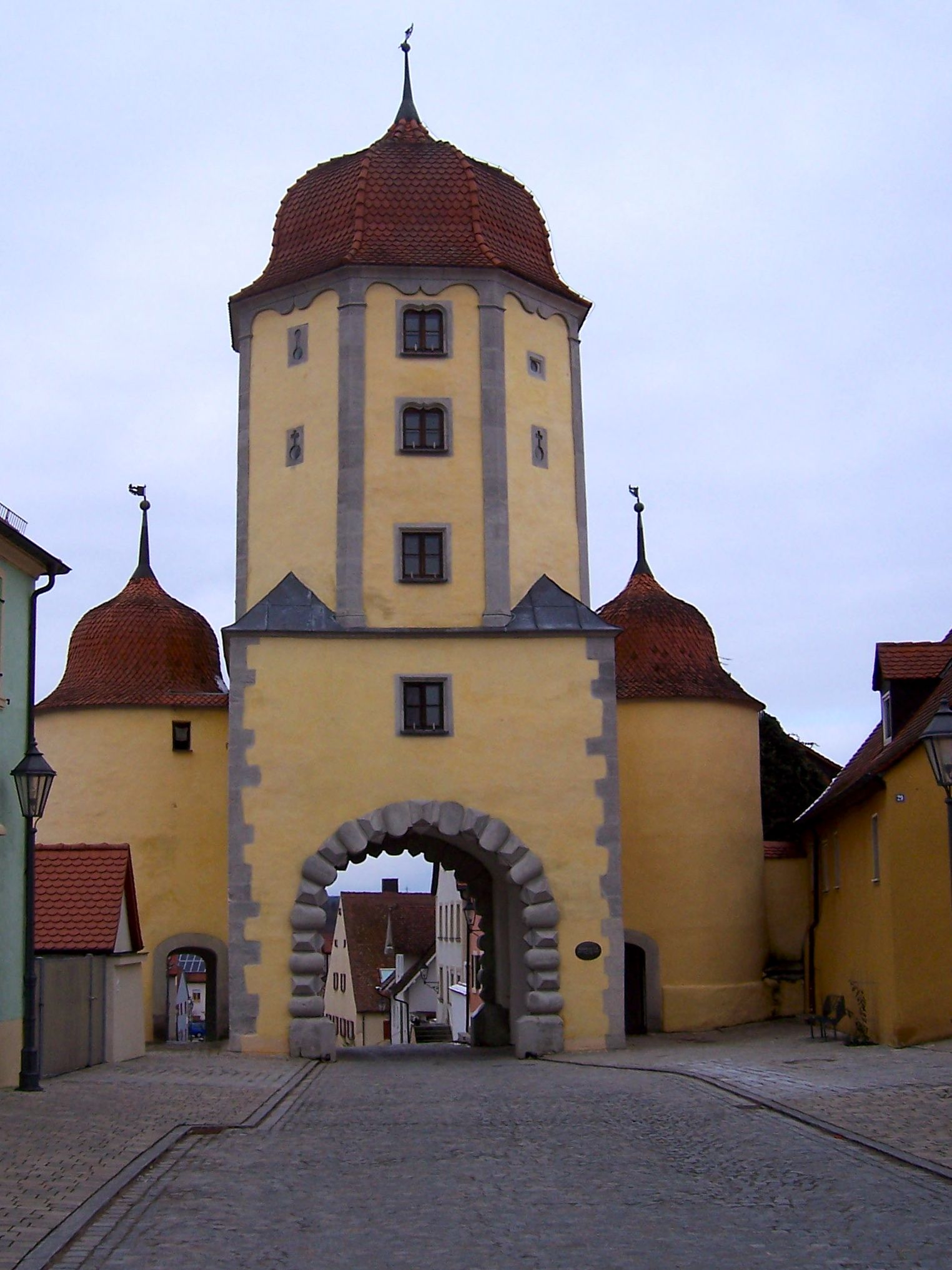
Ворота на Плайнфельд
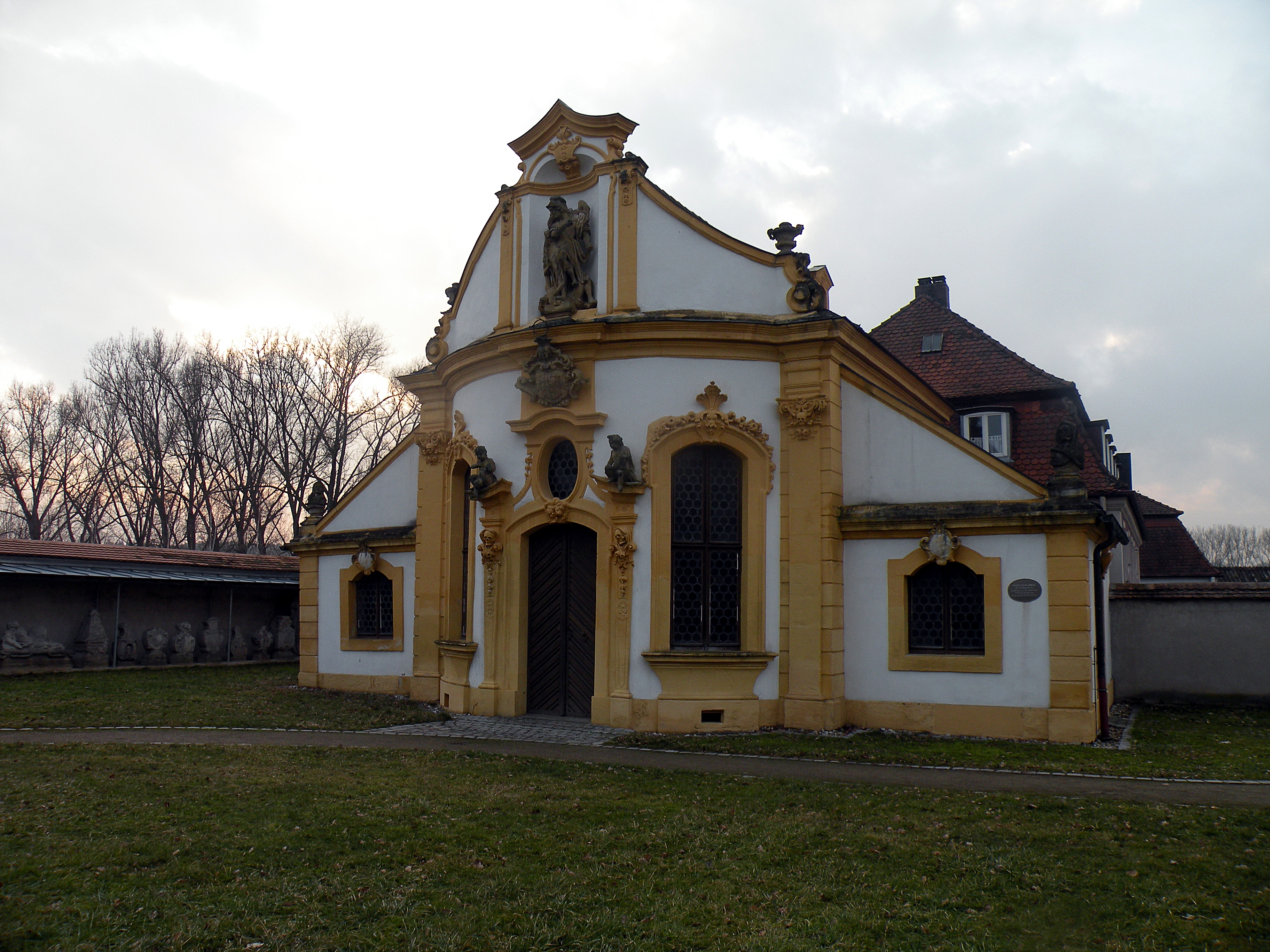
Капелла Марии Милующей
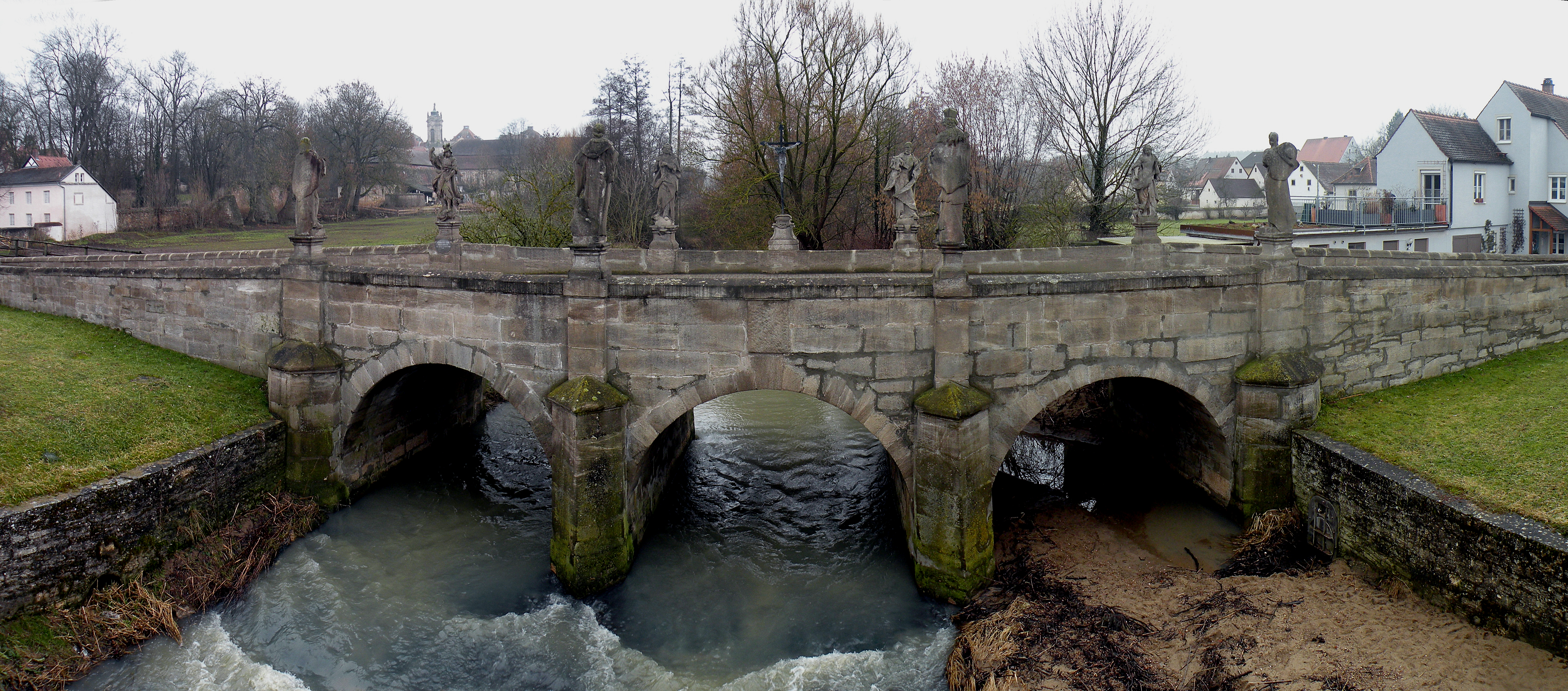
Мост через Рецат
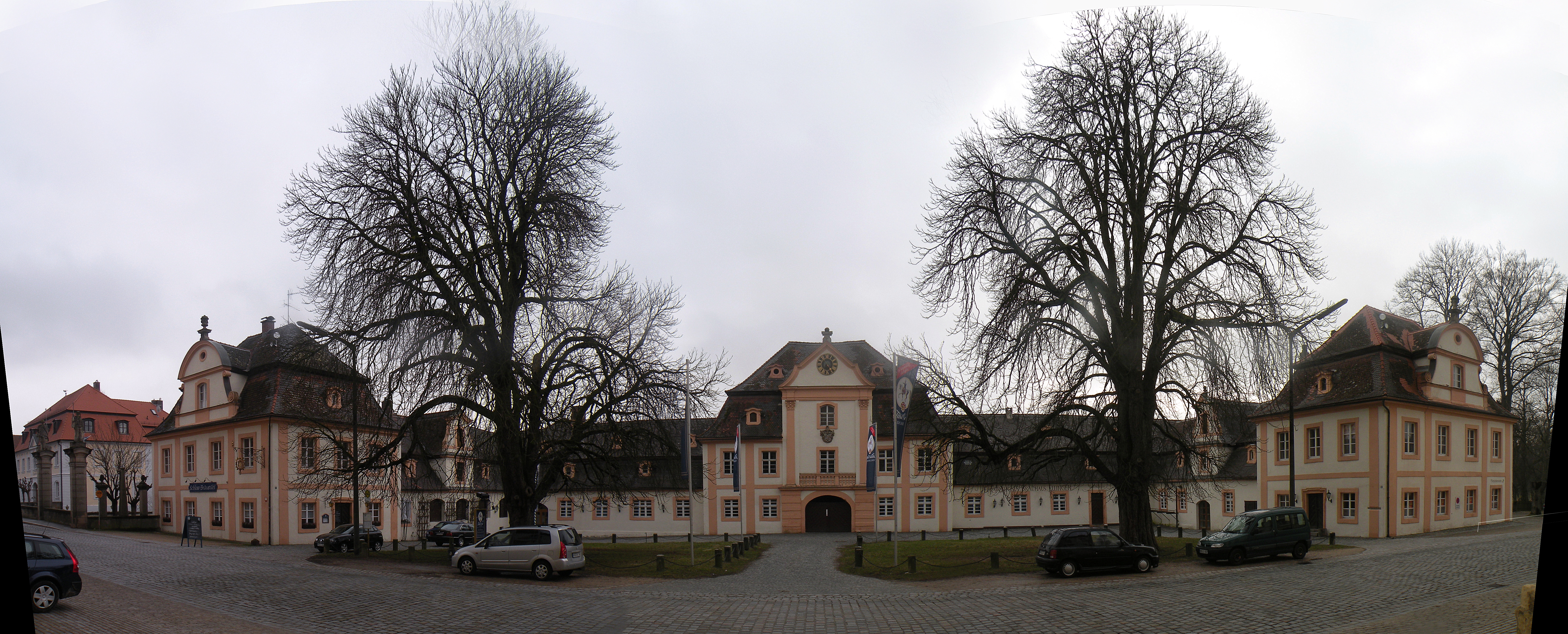
Пивоварня
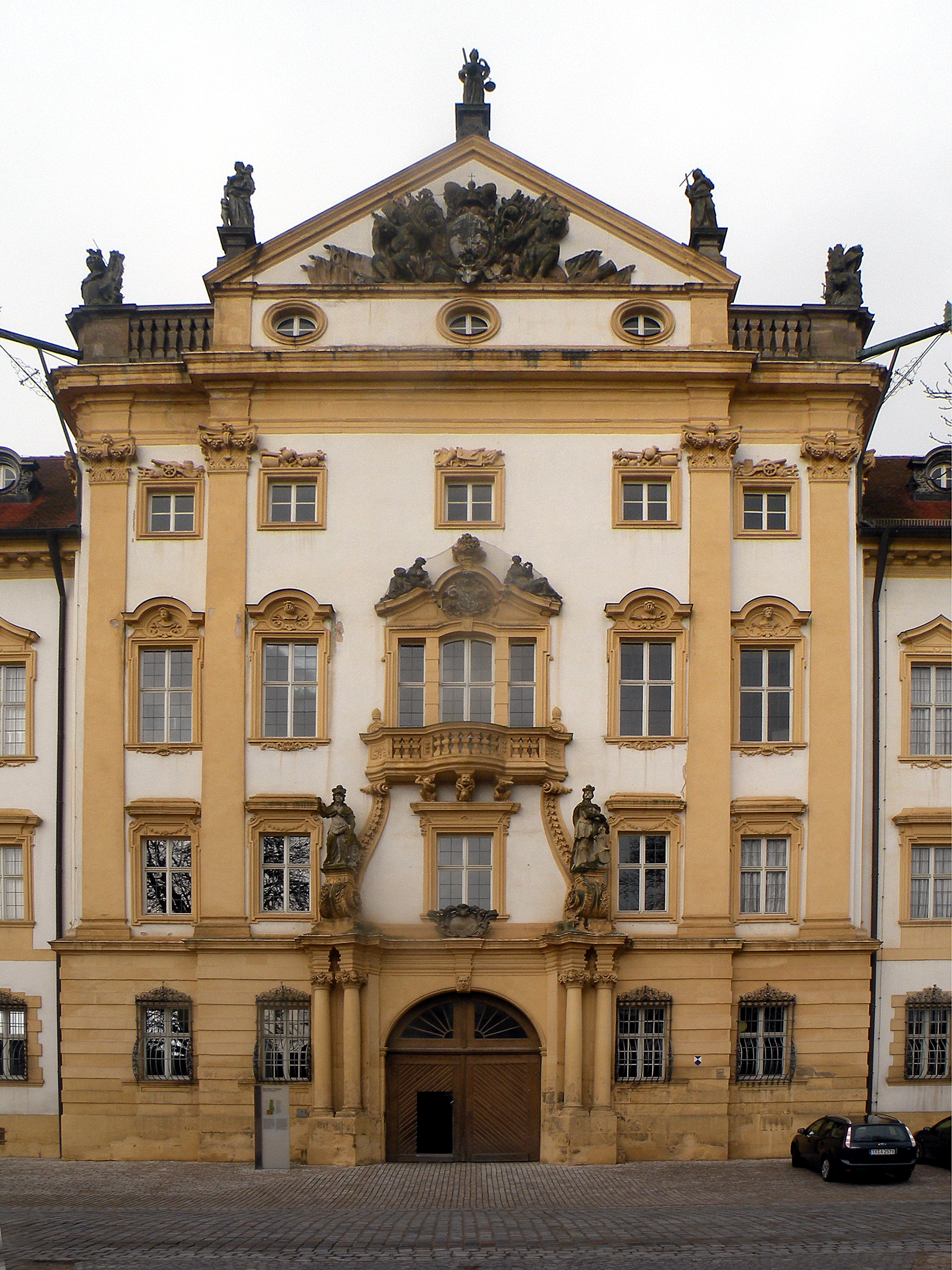
Портал резиденции
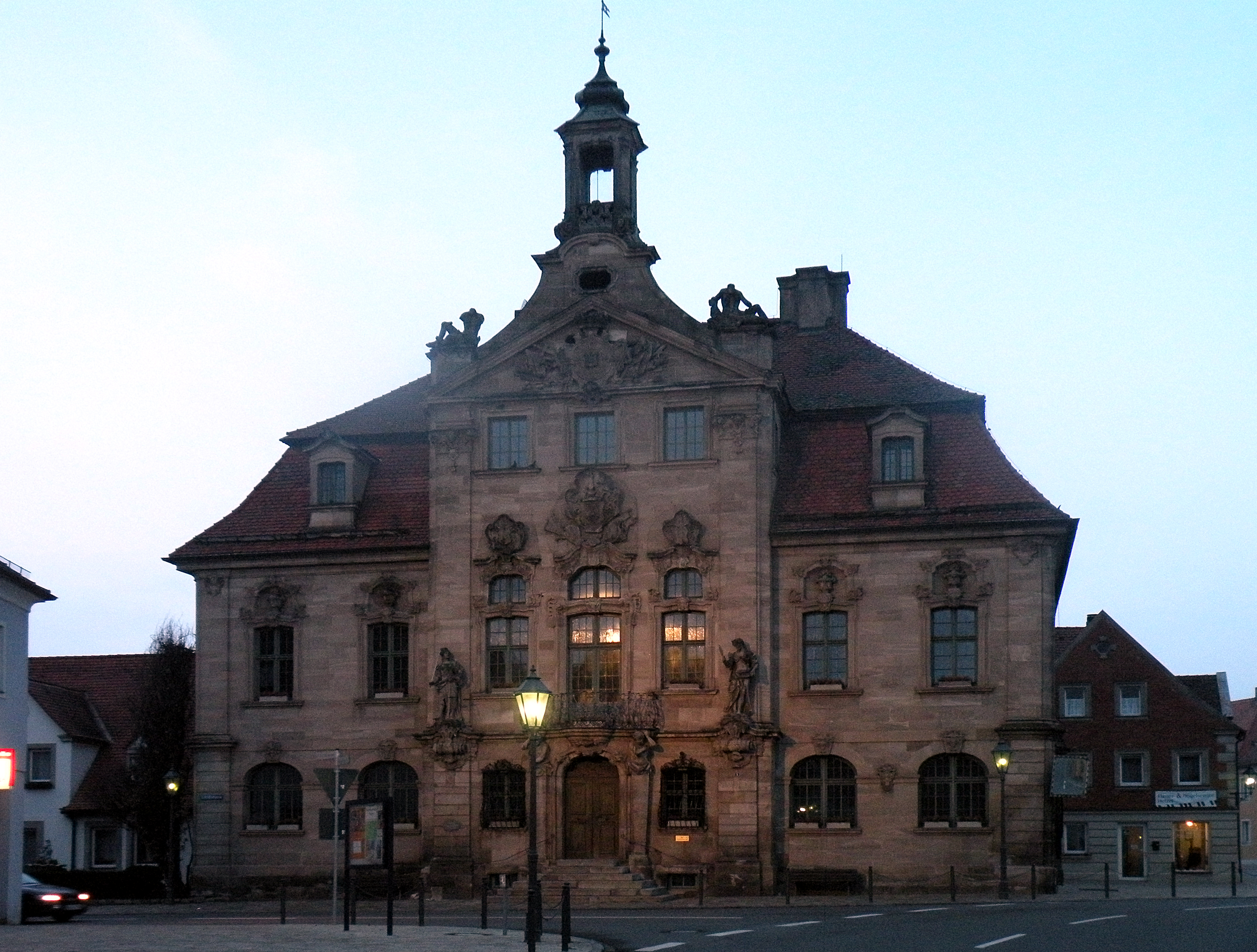
Ратхауз
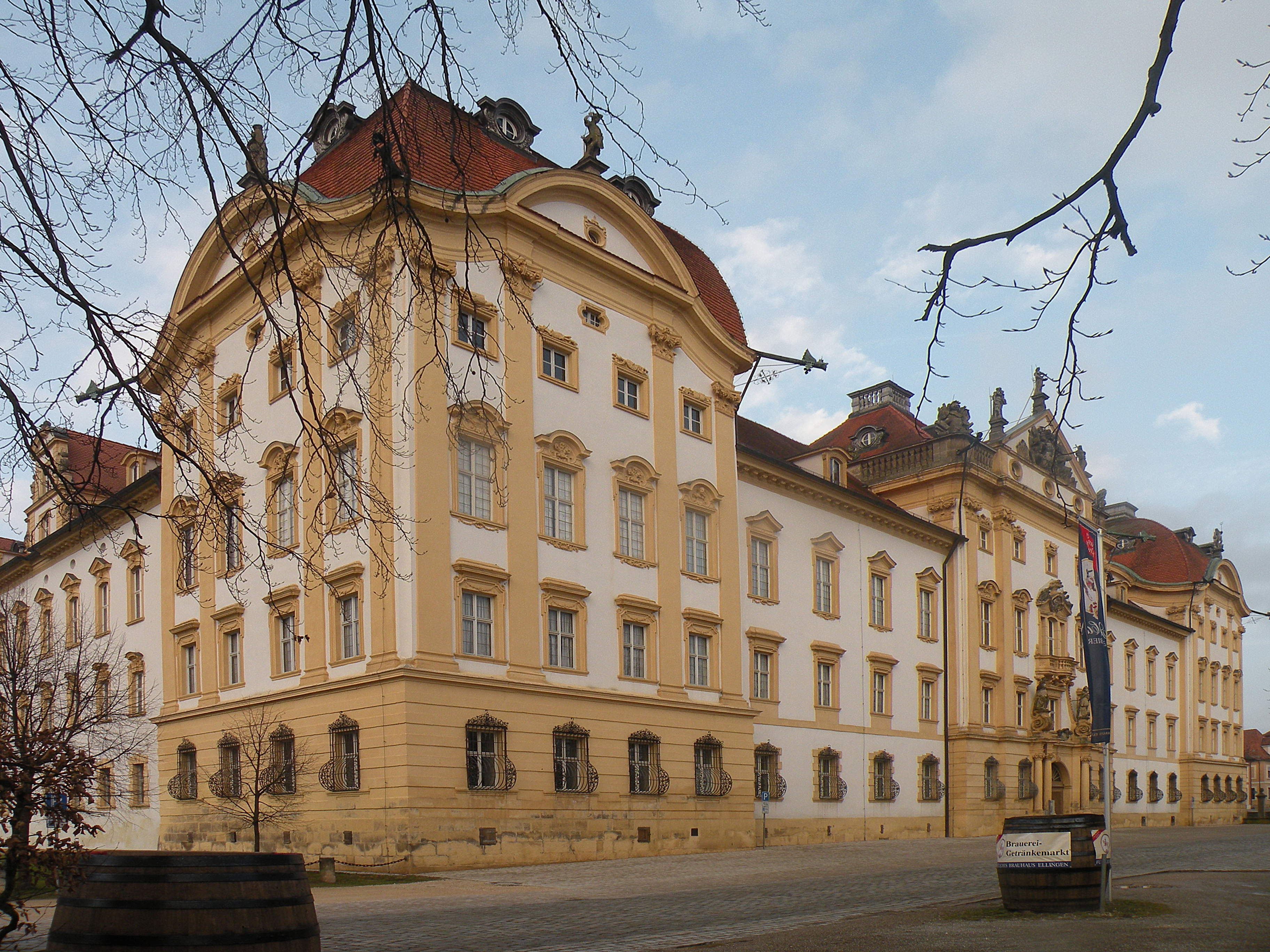
Замок немецкого ордена
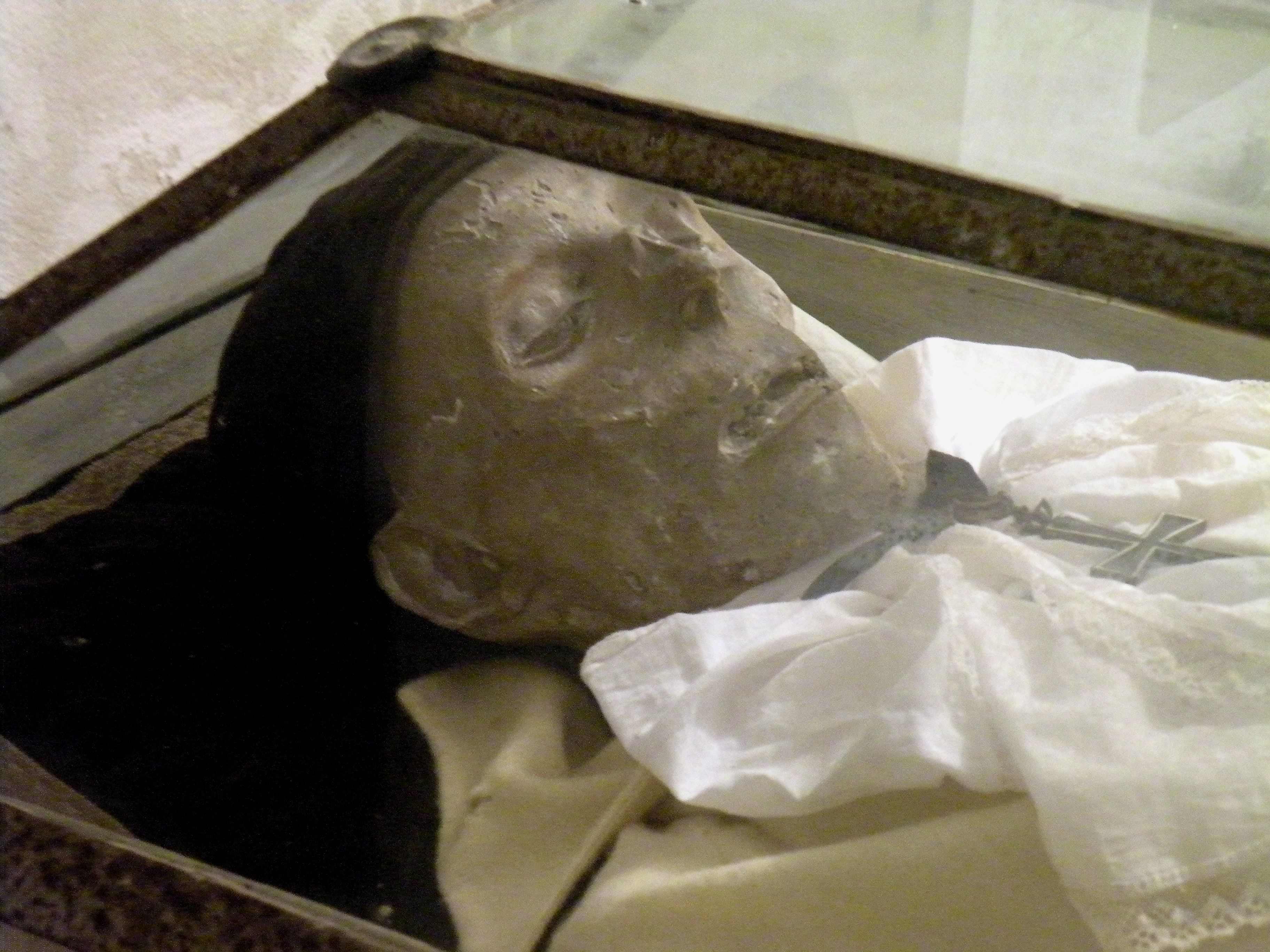
Мумия ландкомтура